# 依达乡
依达乡，是中华人民共和国四川省凉山彝族自治州金阳县曾经下辖的一个乡。2021年1月12日，撤销依达乡，其所属行政区域为丙底镇的行政区域。

## 行政区划
依达乡撤销前下辖以下地区：
依达村、嘎克达村、保尔村、瓦伍村和沙洛村。